# 花王ソフター
花王ソフターは、1962年（昭和37年）に日本で初めて発売された柔軟剤。

## 経緯
合成洗剤で洗濯すると衣類がごわごわになる問題があったが、これを解決するために柔軟剤が開発された。シャンプーの後リンスをするのと同じ理屈である。
花王が1962年に日本で初めて柔軟剤花王ソフターを発売すると、同業他社も同じように柔軟剤を発売していった。なお同時期に漂白剤花王ブリーチも発売されている。
1966年6月にライオンが柔軟剤ライオンソフターを発売すると、類似商号対策や対抗上1ヶ月後の1966年7月にハミングと改名して再発売している。但し初期は花王ソフターの字も小さく書かれていて、花王の柔軟剤であることを示している。

## 業務用パッケージ
花王ソフターは、現在15kg入りBIBボックスにて発売されており、ホームセンター等におかれていることもある。2009年10月以降はCI変更に伴い、「kaoソフター」と"花王"の部分が"kao"に変更されている。